# موریس هنکی
موریس هنکی (انگلیسی: Maurice Hankey, 1st Baron Hankey؛ ۱ آوریل ۱۸۷۷ – ۲۶ ژانویهٔ ۱۹۶۳) سیاست‌مدار اهل بریتانیا بود. او دستیار اول نخست‌وزیر دیوید لوید جرج بود و نقش مهمی در هدایت امور جنگی بریتانیا در جنگ جهانی اول داشت.